# تشرین (حلب)
تشرین (به عربی: مدینة سد تشرین) یک روستا در سوریه است که در ناحیه ابوقلقل واقع شده‌است.